# Hanna Reitsch
Hanna Reitschová (29. března 1912 – 24. srpna 1979) byla německá zkušební pilotka, držitelka železného kříže.

## Životopis
Narodila v rodině očního lékaře ve slezském Hirschbergu (dnešní Jelení Hora v Polsku) v roce 1912.
Vynikala jako sportovní pilotka kluzáků, v roce 1934 se zúčastnila plachtařské výzkumné expedice do Jižní Ameriky. Jako první přeletěla bezmotorovým letem Alpy. V roce 1937 jako první pilotka vrtulníku překonala na stroji profesora Henricha Fockeho Focke-Wulf Fw 61 světový rekord v délce letu na trase z Berlína do Brém o délce 109 km. V Berlínské Deutschlandhalle roku 1938 předváděla lety vrtulníku ve výstavní hale. Jako zkušební pilotka testovala transportní letouny Messerschmitt Me 321 Gigant, raketový kluzák Messerschmitt Me 163A a v letech 1943/1944 se podílela na zkouškách pilotované verze raketové pumy V-1.
Jako fotogenická oblíbenkyně Hitlera byla často používána pro nacistickou propagandu.
V dubnu 1945 podnikla přistání a poté únik z obleženého Hitlerova berlínského bunkru v letadle Fi 156. Po kapitulaci Německa byla zatčena a vyšetřována americkou CIC.
V roce 1952 získala na Mistrovství světa bezmotorového létání v Madridu bronzovou medaili, roku 1956 vytvořila v St. Yanu nový ženský rekord v přeletu na trati dlouhé 375 km. V roce 1957 ustanovila nový ženský výškový rekord bezmotorového letu, při kterém dosáhla 6848 metrů.
V roce 1958 jí zamítlo Polsko jako jedinému účastníkovi mistrovství světa vydání vstupního víza. Protože se německé národní mužstvo zúčastnilo závodů bez jakýchkoliv protestů, nelétala na protest již na žádných závodech pořádaných německým aeroklubem.
V roce 1959 přijala pozvání na pomoc indickému výkonnostnímu létání. Roku 1962 na žádost ghanského prezidenta Dr. Kwame Nkrumaha založila plachtařskou školu, v Ghaně žila až do roku 1966, kdy se v Ghaně uskutečnil státní převrat. Poslední rekord v ženském bezmotorovém dálkovém letu vytvořila ve věku 65 let.
Roku 1979 zemřela na infarkt myokardu ve věku 67 let. Na vlastní přání byla pohřbena v rakouském Salcburku.